# A Viúva Valentina
A Viúva Valentina é um filme de comédia brasileiro de 1960, dirigido por Eurides Ramos. Números musicais com Nélson Gonçalves e Trio Irakitan.

## Elenco
| Ator               | Papel                           |
| ------------------ | ------------------------------- |
| Dercy Gonçalves    | Dona Valentina Fagundes         |
| Jaime Costa        | Doutor Saraiva                  |
| Humberto Catalano  | Homero Figueiredo               |
| Herval Rossano     | Mário Saraiva                   |
| Francisco Dantas   | Doutor Laurindo                 |
| Mara Di Carlo      | Gilda                           |
| Wilson Grey        | Geraldo, secretário de Laurindo |
| Alfredo Viviani    | Nagib                           |
| Duarte de Moraes   | Manoel , açougueiro             |
| Farnetto           | Doutor Ricardo, falso médico    |
| Sônia de Moraes    | Secretária                      |
| Terezinha Fagundes | vizinha                         |
| Maria Amélia       | vizinha                         |
| Dorita Moraes      | Secretária                      |